# プラクティカル・マジック
『プラクティカル・マジック』（Practical Magic）は、1998年のアメリカ映画。アリス・ホフマン原作。

## ストーリー
オーウェンズ家の女性は代々魔女の家系で、先祖の呪いで彼女たちの愛する男性は皆早死にする。そのオーウェンズ家の魔女・サリーは幼い頃に恋はしないと誓うが、一度恋に落ち、2人の女児を授かる。しかし、夫を呪いにより亡くしてしまう。それ以来、悲しみを背負いながら生きていくが、自らの魔法で作った夢の男性に出会う。それからは彼女とその妹の波乱万丈な生活が始まる。

## キャスト
※括弧内は日本語吹替
- サリー・オーウェンズ - サンドラ・ブロック（幸田直子）

魔女。ジリアンの姉。
- ジリアン・オーウェンズ - ニコール・キッドマン（小山茉美）

魔女。サリーの妹。奔放な性格。
- フランシス・オーウェンズ - ストッカード・チャニング（谷育子）

魔女。サリーとジリアンの伯母。
- ジェット・オーウェンズ - ダイアン・ウィースト（沢田敏子）

魔女。サリーとジリアンの伯母。
- ゲーリー・ハレット - エイダン・クイン（谷口節）

アンジェロフを探している刑事。サリーの夢の男性。
- ジミー・アンジェロフ - ゴラン・ヴィシュニック（大川透）

ジリアンの恋人。一度死に、蘇生され悪魔化するが魔女達により成仏される。
- カイリー・オーウェンズ - エヴァン・レイチェル・ウッド（水谷優子）

魔女。サリーの娘。魔法の才能は抜群。
- アントニア・オーウェンズ - アレクサンドラ・アトリップ（津村まこと）

魔女。サリーの娘。甘えんぼ。
- マイケル - マーク・フォイアスタイン

サリーの夫。呪いにより、事故で死亡する。